# Catedral Metropolitana de Oaxaca

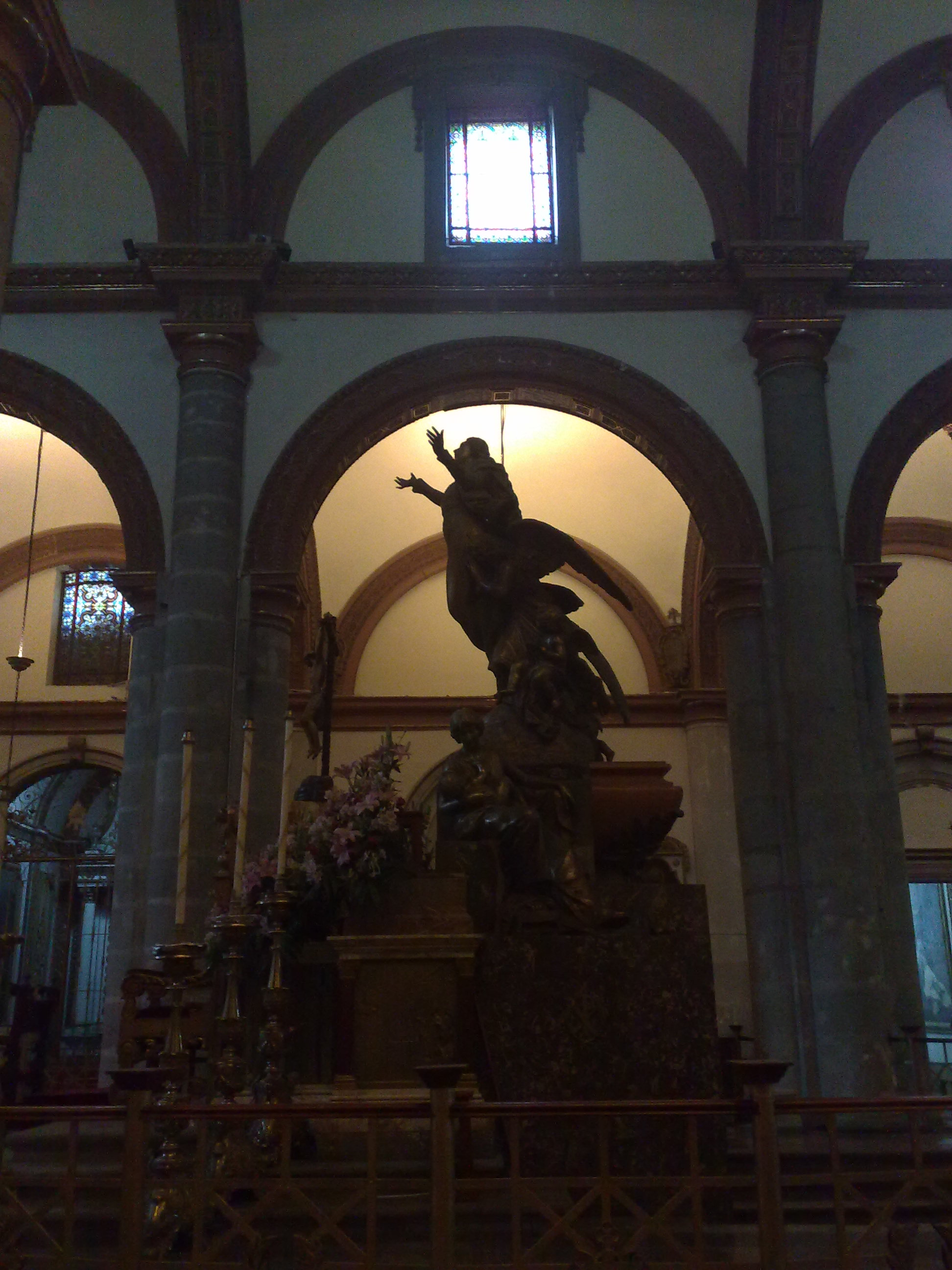
Catedral de Oaxaca - Nave principal - Altar mayor - Escultura de la Asunción de María

La Catedral de Nuestra Señora de la Asunción de la ciudad de Oaxaca de Juárez, Oaxaca, México, es la sede de la Arquidiócesis de Antequera. Su construcción fue iniciada en 1535, siendo consagrado el templo el 12 de julio de 1733. Está dedicada a Nuestra Señora de la Asunción.

## Antecedentes
El edificio se comenzó a levantar hacia 1535, el cual constaba de tres naves, con techumbre de paja, y esta construcción era muy austera. Durante la construcción del templo las funciones catedralicias las asumió el templo de San Juan de Dios.
La catedral empezó a actuar como tal en 1640. A finales del siglo XVII se agregan las capillas laterales, así como las bóvedas de las naves. En 1724, Miguel de Sanabria, a quien se le encomiendan las obras inició la construcción de otro edificio que fue terminado en 1733, ya que el anterior fue afectado por los temblores, tan comunes en la zona. Motivo por el cual el edificio, al igual que otros templos en la ciudad es de pesadas dimensiones.
Finalmente, en 1740 se inició la última construcción; se le pusieron canceles traídos de Europa y candiles florentinos. Doce años después la portada principal fue concluida.
En el siglo XIX no se realizaron remodelaciones o construcciones importantes, salvo la sustitución del remate de la fachada principal por una torre con campanario, por el año de 1890.

## El edificio

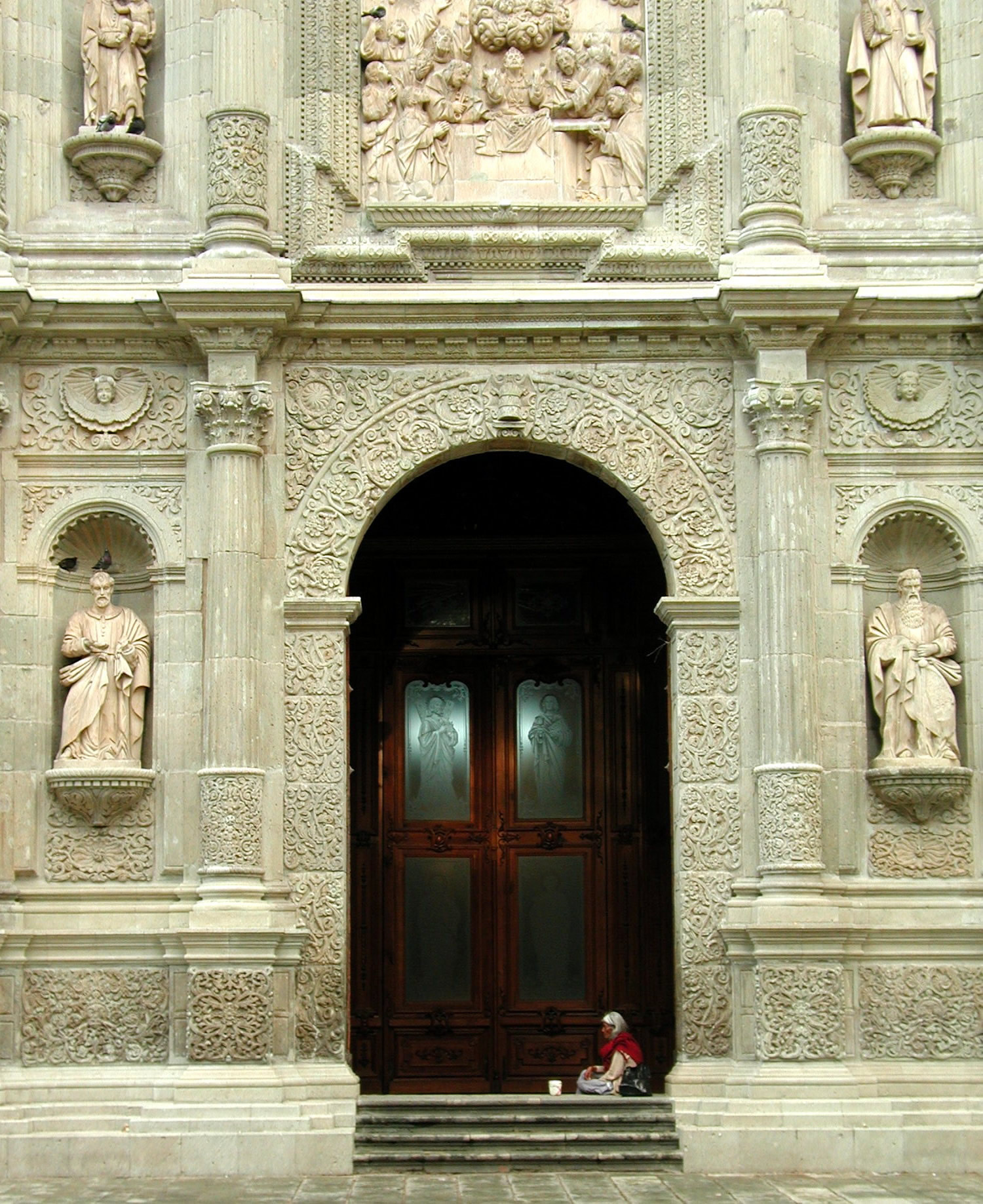
Entrada de la catedral.

El escultórico del presbiterio tiene acabados de mármol griego, y presenta una imagen pulida de bronce fundido de la Virgen de la Asunción, obra del artista italiano Todolini.
La fachada está compuesta por tres cuerpos de estilo barroco. Primero están tres puertas con arcos de medio punto, mientras que a los lados de la puerta central se encuentran sendas esculturas representando a San Pedro y San Pablo. En el segundo cuerpo se encuentra una imagen de piedra tallada de Nuestra Señora de la Asunción sobre nubes y querubines; a un lado están San Marcial y San José, y al otro San Cristóbal y San Pedro Mártir. En el centro del tercer cuerpo se encuentra un panel que representa el sacramento de la Eucaristía mediante un cáliz, y a su alrededor, un manto sostenido por ángeles entre nubes. Sobre la portada está el Espíritu Santo como una paloma vista de frente, con sus alas extendidas emanando luz, y un barandal de hierro forjado.
Las torres del templo no son las originales, pues estas fueron derribadas en 1931 por un terremoto. En la parte sur hay un reloj donado a Oaxaca por el rey Fernando VII. El Señor del Rayo se encuentra en la última capilla a la izquierda, mientras que la segunda de la derecha contiene los restos de la Cruz de Huatulco.
En la entrada de la catedral se encuentra una representación de la Virgen del Perdón.
La portada sur tiene en el centro a Santa Rosa de Lima, una ventana con un emplomado que representa a la Virgen María, protegido por una reja de hierro forjado.